# Supergenius
Supergenius is een Belgische postpunkband die in 2015 werd opgericht door (ex-)leden van Hitch, Rise and Fall, Castles, Wiegedood en Oathbreaker.
Het volwaardige debuutalbum Supertired werd opgenomen in jeugdhuis De Kreun.

## Discografie
- 2014: Supergenius (ep)
- 2016: Supertired (Hypertension Records)